# ایرنا کارپا
ایرنا کارپا (اوکراینی: Ірена Карпа؛ ۸ دسامبر ۱۹۸۰ – ) روزنامه‌نگار، خواننده، مؤلف، نویسنده، و مجری اهل اوکراین بود.